# Ib (遊戲)
《Ib》是一款2012年2月27日發布、使用RPG Maker 2000為工具，製作的一款免費的冒險遊戲。作者為kouri。
2021年10月，kouri宣布《Ib》的重制版将于2022年作为付费版本发布。2022年4月11日，本作正式於Steam上架。

## 系統
這是一款以美術館為舞台的恐怖冒險遊戲。主角迷失在某個發生異變的美術館世界之中，為了逃離這個世界，必須通過層層解謎推動故事劇情的發展。
遊戲中主角的心靈被具現化成一朵玫瑰，而花瓣的數量代表了人物的生命值。當花瓣全部凋零時就會Game Over。將玫瑰插入裝著水的花瓶可以恢復花瓣的數量。遊戲可以存檔的地方是固定的，只有調查書桌上「翻開的筆記本和羽毛筆」才能存檔。
本遊戲不會出現戰鬥場景，遊戲難度也相對簡單。官方網站上提供了攻略提示，並且表示即使是不擅長玩遊戲的人也可以試著玩玩看。一共有7個結局，在流程中不同的選項會導致不同的結局。

## 情节
小女孩伊布和父母一起來到了美術館。伊布正在觀賞各式各樣的作品時，發現身旁的人全都消失了。正當她忙著尋找原來館內的人，美術館突然發生了異變……

### 角色

#### 主要角色
伊布（イヴ、Ib）
遊戲的主角，一名9歲的女孩，有著褐色的長頭髮與紅色的眼睛，穿著白衣紅裙，戴著紅色的緞帶。
伊布的玫瑰是紅色的，在遊戲初期從發生異變的美術館中得到。
看起來像是富裕人家的千金，和父母一起參訪「懷斯・格魯特納展」。在欣賞美術館中的作品時，誤入了發生異變的世界。
她在遊戲中幾乎沒有台詞，只有和她父母、加里、梅愛麗的對話選項能夠視為她的發言。此外，由於她年齡太小，讀不懂太難的日文漢字，力氣也很弱。
隨身帶著母親在她生日時送的白色手帕，上面繡著她的名字「Ib」。
在《空想的世界》起始點是以《深海之世》為入口進入的藍之間。
加里（ギャリー、Garry）
伊布在美術館中遇到的男性，以「人家」作為自己的自稱。他有著一頭遮住自己左眼的紫髪，穿著一件穿了很多年的破破爛爛的外套。
加里的玫瑰是藍色的，在被「藍衣的女子」奪走玫瑰而臨死時被伊布所救，之後就和伊布一起行動，並且幫助年幼的伊布移開擋路的重物、讀伊布看不懂的日文漢字。
在與伊布和加里分開行動的時候，玩家可以控制他。
隨身帶著使用了很久的打火機、手錶和檸檬口味的糖果。隨身携帶的物品似乎説明他是在戒烟，但是遊戲中對此事隻字未提。
有著容易吸引奇怪事物的體質，而他的興趣是散步和發現隱藏的喫茶店，喜歡馬卡龍。
在《空想的世界》起始點疑似是以美術館櫃台下方長樓梯為入口的紅之間，因此才會被「藍衣的女子」奪走玫瑰。
梅愛麗（メアリー、Mary）
伊布跟加里在美術館中遇到的少女，與伊布的年齡相仿。擁有金髪碧眼的她穿著綠色的連衣裙，戴著藍色的緞帶；她拿着的玫瑰是黃色的。
她不怕生、性格開朗，想要到外面的世界與自己的父親見面。她非常喜歡伊布，從遊戲中期開始登場，之後會和加入主角隊伍一起行動，後期會離開隊伍變成敵人。
在和伊布和加里分開行動的時候，她從一個類似倉庫的地方拿出了一把調色刀。
梅愛麗的真實身份是格魯特納生前的最後一件作品。是格魯特納世界的一幅小女孩畫像。加里獨自行動的時候意外發現了這個秘密，這個消息被其他作品告知梅愛麗，梅愛麗開始變得不耐煩，意圖用刀殺死伊布和加里。
她的配色比起其他角色更加鮮明，也暗示著她的真實身份其實是一幅畫。而她拿著的黃色玫瑰也是假花，是為了讓其他人以為她也是人類。
她在格魯特納世界讀了不少書，對於現實世界很是向往，一直迫切地希望能離開格魯特納世界，但是她需要一個從真實世界進入格魯特納世界的人類作為交換。在尋找這樣的目標時，她遇見了伊布和加里。
在《空想的世界》起始點則是自己的繪畫。
懷斯・格魯特納（ワイズ・ゲルテナ、Weiss・Guertena）
在遊戲中沒有出現，已經去世的男性藝術家，在繪畫及雕塑領域有很高的成就。但在生前，知曉他的人很少，算是較為小眾的藝術家。
玩家在格魯特納世界裏能夠發現很多他的著作，似乎在文學方面也頗有造詣。
梅愛麗稱呼他為「父親」。

#### 美術館的各種作品
在格魯特納世界中，除了原本美術館所展示的作品外，也有非常多原本沒有展示的作品出現。這些作品為了將伊布等人留在格魯特納世界，會自發地向他們襲擊，當被它們攻擊到時，玫瑰的花瓣就會掉落而受到傷害。此處介紹在遊戲內出現次數較多的作品。
紅衣的女子
雖然據說是格魯特納的情人，實際上是覬覦格魯特納的財產而接近他的女子。
由於畫像沒有下半身，所以她的上半身會探出畫框外，雙手爬行著襲擊主角。衣服的顏色除了紅色外，也有藍色、黃色、綠色的不同作品。加里的玫瑰一開始就是被藍衣的女子搶走的。雖然她們沒有辦法自己開門，但她們可以破壞窗戶和牆壁。
梅愛麗稱呼它們為「姊姊」。
無個性
沒有頭，像是黑色人形雕像的作品。有女性型也有男性型。跟「紅衣的女子」一樣有多種顔色。
有時候會走路攻擊人，有時候則是站在門前擋路。因為很重，所以年幼的伊布沒有辦法搬動。
藍色人偶
這些人偶是用藍色的布製成，有紅色的大眼睛、縫起的嘴和亂蓬蓬的黑髮，根據種類的不同也有不同大小和不同衣服顏色的變化。普通人見到這些人偶的外表時會感到厭惡。
小黑人
失敗作
1.04版之後增加迷宮裡出場的其中一個作品。
臉的部份因為被塗掉而看不見，所以不會直接衝著主角襲擊。會為了追逐主角而自己開門。

### 結局
從1.05版開始，一共有7個結局：
ED1 再會的約定（再会の約束、Promise of Reunion）
伊布和加里燒掉了梅愛麗，伊布遞給加里手帕，一起跳入連結格魯特納世界和現實世界的繪畫《空想的世界》，成功地回到了現實世界，之後再次在美術館裡相會。因加里口袋裡有手帕以及伊布口袋裡有檸檬口味的糖果，他們都回想起了在格魯特納的世界之中探索的經歷。
在他們回想起與對方相遇的經歷之後，兩人約定好之後要再次見面，互相道別。
ED2 永遠在一起（いつまでも一緒、Together, Forever）
在探索的途中，伊布用加里的藍色玫瑰向梅愛麗交換自己的紅色玫瑰，隨後梅愛麗摧毀了藍色玫瑰殺死加里。而伊布沒有燒掉梅愛麗的畫，自己一個人逃出格魯特納世界。伊布成功離開後梅愛麗也跟在後面離開了。
當伊布回到現實世界時，忘記了自己在格魯特納世界的經歷。她在美術館大堂看見梅愛麗正在跟自己的父母聊天，然後四個人一起離開了美術館。根據在玩具間的行動，伊布最後回到現實世界後會發現自己口袋裏有打火機或是檸檬口味的糖果，進而影響梅愛麗的反應（吃掉糖果或是丟掉打火機）。
對於梅愛麗而言的好結局，她成功實現了所有願望，進入了現實世界成為伊布的家人。
對於伊布而言突然多出的家人沒有特別疑問，似乎還有點開心。
ED3 角落的記憶（片隅の記憶、Memory's Crannies）
伊布和加里逃出格魯特納的世界，回到現實世界的劇情都和「再會的約定」一樣，但是兩人完全忘記了自己在格魯特納世界所經歷的遭遇。
之後伊布雖然再次見到了在現實世界的美術館中欣賞紅色玫瑰塑像的加里，但是由於雙方都失去了在格魯特納世界裡的記憶，加里說了幾句話之後就離開了。
回到現實後，伊布的母親找到失蹤的伊布。
重製版也會出現伊布遞給加里手帕的劇情，但加里拒絕收下。
ED4 被遺忘的肖像（忘れられた肖像、Forgotten Portrait）
在探索的途中，加里的玫瑰被梅愛麗奪走，而伊布把梅愛麗的畫燒掉之後，自己一個人從格魯特納的世界逃出的話，就會進入這個結局。
雖然伊布獨自一人回到了現實世界，但是完全回憶不起來自己之前在格魯特納世界中的經歷。
當她在美術館中徘徊的時候，注意到在自己進入格魯特納世界之前，原本的一幅《被倒吊的男人》（加里在遊戲開始時站在前面欣賞的那幅畫），不知何時變成了一幅名為《被遺忘的肖像》、像是描繪著一位與加里相仿的男性的繪畫。
回到現實後，伊布的父親找到失蹤的伊布。
ED5 獨自一人的伊布（ひとりぼっちのイヴ、Ib All Alone）
雖然進入這個結局的條件也和其他角色的生死有一定關係，但是都是以伊布獨自一人被留在了格魯特納世界作結。總共有4種達成此結局的方法。
有時伊布在準備跳入《空想的世界》的時候會被假的伊布母親或者假的加里所干擾（取決於加里有沒有死去），選擇跟他們離開而不進入畫作就會進入這個結局。
1.04版本後在以伊布獨自一人抵達《最終的舞台》為前提的情形下，躺下後持續閉眼後亦可達成（共五次，每選擇閉眼一次花瓣將少一枚）。
ED6 歡迎來到格魯特納的世界（ようこそゲルテナの世界へ、Welcome to the World of Guertena）
加里由於過度疲憊而精神失常，伊布失去力氣無法行動。但梅愛麗為了自己第一次交到的朋友伊布和加里，選擇了留在格魯特納世界。於是，三人一起永遠留在了這個充滿著格魯特納作品的世界，和作品們永遠地遊玩下去。
唯一一個三人結局，但在這看似歡樂的結局若仔細觀察將發現伊布與加里的花瓣皆有受到摧殘。
ED7 某幅畫作的末路（ある絵画の末路、A Painting's Demise）
加里由於過度疲憊而精神失常，伊布失去力氣無法行動。梅愛麗拋下了他們兩人，自己嘗試著離開格魯特納的世界。然而，梅愛麗一直憧憬的「外面的世界」，卻拒絕了身為繪畫的梅愛麗。她被獨自一人關在了既不是現實世界、也不是格魯特納世界的美術館，最終被黑暗所吞噬。
茶之間一書《某位少女的末路》在此結局確定觸發後將發生變化，指的正是梅愛麗將發生的事。
所有結局中最坏的一個。三個人都面臨著黑暗的命運。
玩家可以操縱梅愛麗，但是無法存檔。

## 开发
作者允許二次創作和遊戲實況，但需要遵守作者對此的規約。如果發現有人違反該規約的話，之後作者有可能會禁止所有的二次創作、遊戲實況，並且還寫明了最壞的情況下有可能會停止公開本遊戲。
在作者授權下，本遊戲目前已有其他七種語言的翻譯版（繁體中文、簡體中文、英文、德文、俄文、義大利文、韓文）。
2021年10月3日，作者在Twitter宣布將在2022年發表十周年重製版。
2023年3月10日起，Steam上的本遊戲重製版已有其他八種語言的翻譯版（繁體中文、簡體中文、英文、韓文、法文、德文、義大利文、西班牙文）。

## 周邊
名為「Guertena Shop（日语：ゲルテナショップ）」的網站是目前販售Ib周邊的官網。Ibくじ和フィギュア等網站之前也曾經販售過周邊。

## 评价
由於遊戲中有非常多的美術作品的對話事件可以調查，並且自1.04版之後，二週目可以進入一個展覽著調查過的所有美術作品的畫廊，所以擁有非常多的收集要素，讓遊戲者能享受到反復通關的樂趣。
由於本遊戲的劇情特性、充滿魅力的角色、以及令人印象深刻的結局，自遊戲發布起，其知名度就迅速地上升，在遊戲發布的日本下載網站Vector上，下載次數也飛快增長，位列該網站2012年總下載第3名。此外，在日本也有非常多本遊戲的二次創作及遊戲實況。日本藝術社群pixiv上，標註「Ib」標簽的繪畫作品至2015年5月3日為止已經達到85339件。在pixiv百科事典上被評價為「遊戲擁有非常講究的恐怖演出、充滿豐富含義的細節事件、隨機要素和對話的變化，即使是非常小的細節也做得極為用心，在發布後就成為了大家關注的話題」。

## 外部連結
- モノクロームミュージアム （页面存档备份，存于）（作者・kouriの個人サイト）
- Ib （页面存档备份，存于）（公式サイト）